# Грибаускайте, Даля
Даля́ Грибауска́йте (лит. Dalia Grybauskaitė [d̪ɐˈlʲɛ ɡʲrʲiːbɐʊsˈkɐ̂ˑɪt̪ʲeː]; имя при рождении Даля Поликарповна Грибаускайте; род. 1 марта 1956, Вильнюс, Литовская ССР, СССР) — литовский государственный деятель, независимый политик. Президент Литовской Республики в 2009—2019 годах, её сравнивают с «железной леди». Министр финансов Литвы (2001—2004), комиссар Еврокомиссии по бюджету и финансовому планированию (2004—2009), комиссар Еврокомиссии по вопросам образования и культуры (2004).

## Биография
Отец — Поликарпас Владович (или Поликарп Владиславович) Грибаускас (1928—2008). Во время Второй мировой войны участвовал в антигитлеровском партизанском движении в Литве. Затем работал милиционером в военизированной пожарной охране (в подчинении НКВД Литовской ССР), служил офицером связи в Сибири, по возвращении в Литву работал шофёром. Мать — Виталия Грибаускене (в девичестве Корсакайте; 1922—1989), работала продавщицей.
Имеет единокровного брата Альбертаса Грибаускаса (род. 1946) — сына от первого брака П. Грибаускаса с супругой Валерией (не разведясь, он женился второй раз на матери Дали, Виталии; обман впоследствии раскрылся, Поликарпас понёс наказание). Учились в одной школе. Последний раз виделся с сестрой после службы в армии.

### Молодость. Учёба
Окончила среднюю школу имени Саломеи Нерис в Вильнюсе.
После школы около года, с 1975 по 1976 год, работала в Государственной филармонии Литовской ССР инспектором отдела кадров.
С 1976 по 1983 год училась на вечернем отделении экономического факультета Ленинградского государственного университета имени А. А. Жданова и одновременно работала лаборантом на ленинградской меховой фабрике № 1 (ныне ООО «Рот-фронт-на-Смоленке»).
Университет по специальности политэкономия окончила в 1983 году, в этом же году вступила в КПСС.

### Политическая карьера
Вернувшись в 1983 году в Вильнюс, Грибаускайте работала в Вильнюсской высшей партийной школе при Центральном Комитете Коммунистической партии Литвы, где до 1990 года вела курс по политэкономии.
В 1988 году в аспирантуре при Академии общественных наук при ЦК КПСС (Москва) защитила диссертацию на соискание учёной степени кандидата экономических наук (позже в постсоветской Литве степень была нострифицирована как докторская), а также работала в АОН как преподаватель.
В декабре 1989 года Коммунистическая партия Литвы раскололась на КПЛ (независимую от КПСС коммунистическую партию Литвы, руководитель Альгирдас Бразаускас) и на так называемых платформовцев — КПЛ/КПСС, руководитель Миколас Бурокявичюс. Вильнюсская высшая партийная школа (ВВПШ) была ликвидирована.
В 1990—1991 годах работала учёным секретарём Института экономики АН Литвы.
В 1991 году как владеющую английским языком Грибаускайте направили на учёбу в США в Институт международных экономических отношений Джорджтаунского университета (Вашингтон).
В 1991—1993 годах она была директором Европейского департамента Министерства международных экономических связей Литвы, а затем перешла на работу в Министерство иностранных дел.
В 1996—1999 годах — полномочный министр посольства Литвы в США.
В 1999—2000 годах — вице-министр финансов, руководила переговорами Литвы с Международным валютным фондом,
В 2000—2001 годах — вице-министр иностранных дел.
В 2001—2004 годах в правительстве Альгирдаса Бразаускаса занимала пост министра финансов Литвы.

### Еврокомиссия
После вступления Литвы в Европейский союз в 2004 году была делегирована в Еврокомиссию. Комиссар Еврокомиссии по бюджету и финансовому планированию с 2004 года, кандидат на пост президента Литвы (в связи с чем с апреля 2009 года временно не исполняла обязанности в Еврокомиссии).

### Президентские выборы 2009
В первом туре президентских выборов 2009 года одержала победу, набрав 69,05 % голосов (максимальный показатель в Литве за все выборы после распада СССР). 12 июля 2009 года вступила в должность президента.

### Президентские выборы 2014
В мае 2014 года состоялись очередные выборы президента Литвы. В первом туре, состоявшемся 11 мая, среди 7 кандидатов Д. Грибаускайте заняла 1-е место, получив 45,92 % голосов, и вместе с кандидатом, занявшим 2-е место — Зигмантасом Бальчитисом — приняла участие во втором туре.
Второй тур состоялся 25 мая. По окончательным данным второго тура Д. Грибаускайте получила 57,90 % голосов против 40,10 % своего оппонента и была переизбрана на второй срок.
12 июля 2014 года вступила в должность президента.
12 июля 2019 года передала полномочия избранному президенту Литовской Республики Гитанасу Науседе.

## Личная жизнь
Даля Грибаускайте не была замужем и не имеет детей. Обладает чёрным поясом по карате.
Помимо родного литовского языка, также владеет английским, польским, русским языками и понимает французский.

## Награды
- Памятный знак за личный вклад в развитие трансатлантических отношений Литвы и по случаю приглашения Литовской Республики в НАТО (12 февраля 2003 года)[16].
- Командор ордена Великого князя Литовского Гядиминаса (25 июня 2003)[17]
- Орден Витаутаса Великого с цепью (12 июля 2009, в соответствии с законом, при вступлении в должность президента Литвы)
- Большой крест ордена Трёх звёзд с цепью (Латвия, 2011)[18]
- Большой крест ордена Святого Олафа (Норвегия, 2011)[19]
- Великий офицер ордена Святого Карла (Монако, 15 октября 2012)[20]
- Кавалер Большого креста с цепью ордена Белой розы Финляндии (Финляндия, 2013)
- Орден Республики (Молдавия, 2015)[21]
- Премия «Человек года» в номинации «Международная премия в области общественно-политической деятельности» (Украина, 2015)[22].
- Орден «За исключительные заслуги» (Словения, 2016)[23].
- Медаль Балтийской ассамблеи (2017)[24].
- Орден Свободы (Украина, 6 декабря 2018 года) — за выдающийся личный вклад в укрепление украинско-литовских межгосударственных отношений, отстаивание государственного суверенитета и территориальной целостности Украины[25]
- Орден Белого орла (Польша, 2019)[26].